# Sistotremastrum lateclavigerum
Sistotremastrum lateclavigerum är en svampart som beskrevs av Boidin & Gilles 1994. Sistotremastrum lateclavigerum ingår i släktet Sistotremastrum och familjen Hydnodontaceae.   Inga underarter finns listade i Catalogue of Life.